# Mollisia mediella
Mollisia mediella är en svampart som först beskrevs av Petter Adolf Karsten, och fick sitt nu gällande namn av Baral 2008. Mollisia mediella ingår i släktet Mollisia och familjen Dermateaceae.  Arten är reproducerande i Sverige. Inga underarter finns listade i Catalogue of Life.